# Chemin de campagne (Alexeï Savrassov)
Chemin de campagne (en russe : Просёлок) est un tableau du peintre russe Alexeï Savrassov (1830-1897), réalisé en 1873. Il fait partie de la collection de la Galerie Tretiakov, sous le numéro d'inventaire 829. Les dimensions de la toile sont de 70 × 57 cm,.

## Histoire
Alexeï Savrassov réalise ce tableau Chemin de campagne en 1873. Quand celui-ci est terminé, il ne l'envoie pas à une exposition des Ambulants, société dont il fait partie, mais l'offre à son ami, peintre lui aussi, Illarion Prianichnikov. Il semble que Savrassov considérait ce tableau avec trop de modestie et ne le trouvait pas digne d'une exposition. Ce n'est que vingt ans plus tard, en 1893, que le tableau est présenté à une exposition où il obtient un très bon accueil. La même année 1873, Illarion Prianichnikov offre ce tableau Chemin de campagne à la Galerie Tretiakov.

## Description

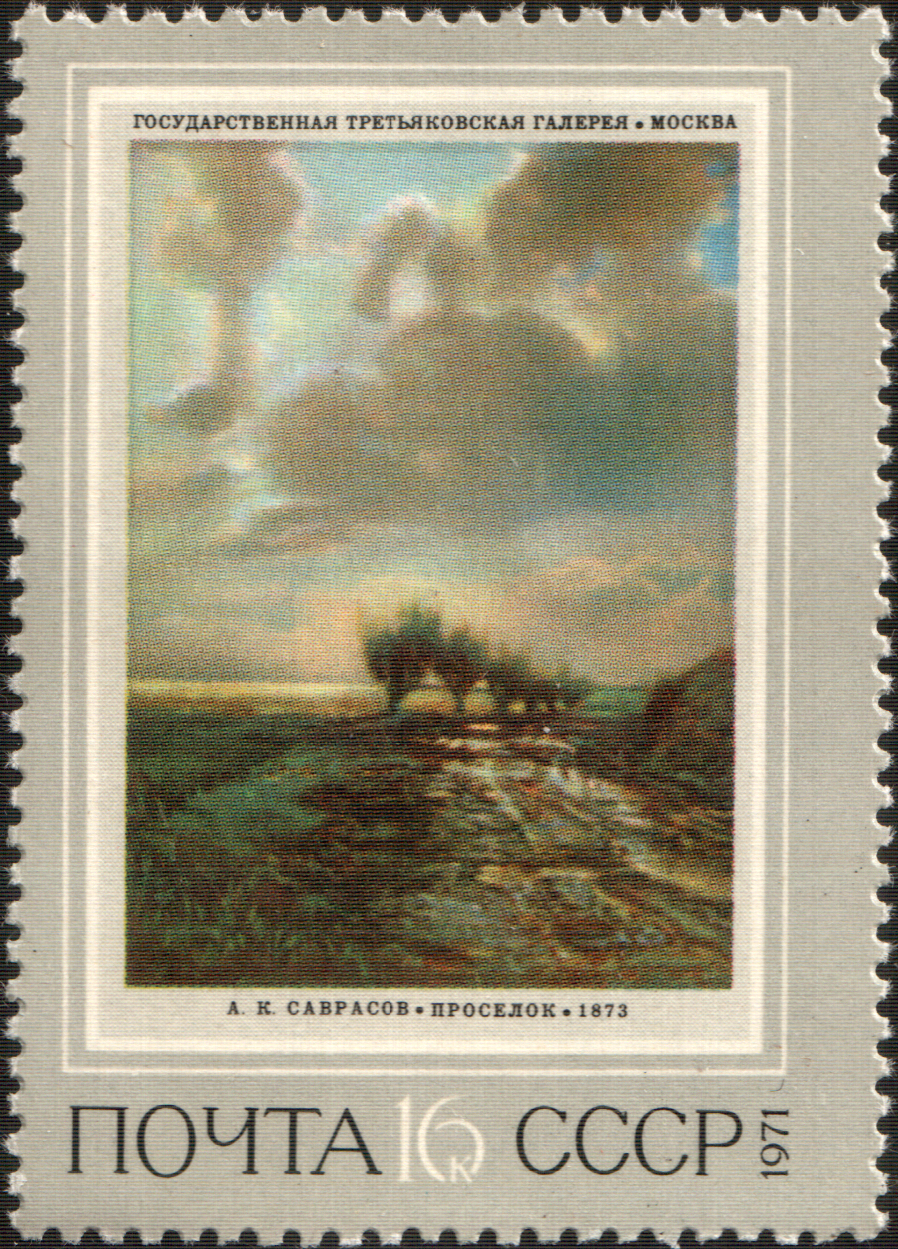
Timbre poste de l'URSS en 1971 avec le tableau Chemin de campagne

Le tableau représente une route de campagne détrempée par de fortes pluies, couverte de flaques et de boue. Le feuillage des arbres, les champs couverts de blés, la lumière, parlent d'une fin d'après-midi d'été. La pluie semble s'être arrêtée récemment, le ciel est encore couvert de nuages et le vent fait encore bouger les branches des saules plantés en ligne le long du chemin. À travers les nuages, les rayons du soleil commencent à percer et font briller les flaques et l'herbe fraîche du bord du chemin. Le ciel laisse enfin place à des couleurs plus chaudes,,. La couleur de l'eau et sa saleté est transmise de manière très réaliste par le peintre. Les étendues lointaines du paysage sont soulignées par les six arbres qui tendent leurs branches vers le ciel. Ils ajoutent du dynamisme au paysage. Le tableau transmet un sentiment de mélancolie et de solitude et reflète sans doute l'état psychologique de l'artiste lors de sa création.

## Critiques
Le critique d'art Nikolaï Novouspenski considérait ce tableau Chemin de campagne comme l'un des plus réussis parmi les œuvres de l'artiste et estimait que sa puissance et sa cohérence le plaçaient à la même hauteur que la toile Les freux sont de retour réalisée par Savrassov en 1871. Novouspenski poursuit :

« Le tableau Chemin de campagne se distingue par la liberté et la maturité des techniques utilisées, la noblesse et l'intensité émotionnelle du coup de pinceau propre aux œuvres de haut niveau artistique. C'est avant tout la conception du choix des couleurs qui fait naître devant cette toile beaucoup d'émotion chez ceux qui sont sensibles à la poésie de la peinture de Savrassov. »

La critique d'art Faïna Maltseva qualifiait Chemin de campagne de « tableau pionnier de la peinture figurative » qui révèle le courage de l'artiste dans son choix de « confiner son intrigue dans ce seul motif de petite route de campagne, battue récemment par la pluie, à l'aspect abandonné, dans un coin perdu de Russie ». Maltseva écrit encore que « nous trouvons dans l'œuvre de Savrassov une autre toile proche du Chemin de campagne qui peut bien être appelé deuxième sommet de son art après le premier : Les Freux sont de retour ».